# Massimo Cartasegna
Massimo Cartesegna (Torino, 30 giugno 1885 – Torino, 15 aprile 1963) è stato un mezzofondista, siepista e arbitro di calcio italiano, cinque volte campione nazionale assoluto a livello individuale.

## Biografia
All'inizio del XX secolo, fu tra i migliori mezzofondisti italiani, conquistandosi la partecipazione in quella che rimase la sua unica presenza nella Nazionale di atletica leggera dell'Italia, ai Giochi olimpici estivi di Londra 1908, ove competé in quattro specialità.
Inizia a gareggiare nella sua Torino difendendo i colori della sezione podistica dello Sport Club Audace Torino, per passare successivamente a Novara a gareggiare per la Ginnastica & Scherma per continuare l'attività podistica mentre l'Audace avrebbe proseguito con la sezione calcio.
Massimo Cartesegna è stato uno dei più rinomati ed eclettici atleti degli Anni Dieci, eccellendo sia come mezzofondista sia come nuotatore e ginnasta e sconfinando altresì, con tutta facilità nella scherma e nel canottaggio.
L'atletica leggera è comunque lo sport al quale il suo nome è rimasto particolarmente legato: per ben dodici volte gli appartenne il titolo italiano del mezzofondo veloce (800 o 1500 metri):
-nel 1908 partecipò ai Giochi Olimpici di Londra, dove gareggiò con onore in 3 specialità: 800 metri, 1500 metri e 3000 siepi. Avendo inoltre sostituito un nuotatore italiano improvvisamente ammalatosi, fu definito giustamente dai giornali del tempo "Sportsman per eccellenza".
-nel 1909 conseguì i records nazionali degli 800 metri con il tempo di 2'04''8 e dei 1500 in 4'47''2;
-nel 1911 in un meeting disputatosi in Irlanda, eguaglò il record mondiale del mezzo miglio;
-dopo la prima Guerra Mondiale fece parte della squadra azzurra di atletica nei Giochi Interalleati di Parigi (1919), portando alla vittoria la staffetta 4 x 400;
-numerose pure le vittorie di Cartesegna nei settori di canottaggio, ginnastica e scherma, sempre con i colori della Società Ginnastica.
Un grande pionere, quindi, dell'atletica leggera italiana. Un pionerismo che si allargò interessando l'apparizione sulle nostre piste di uno strumento determinante: le scarpette chiodate. Fu infatti proprio Cartesegna ad introdurne l'uso in Italia, importando dalla Gran Bretagna questa preziosa novità.
Fu eletto come primo presidente del dopoguerra de "La società ginnastica di Torino" , il quale ricopri' per un certo periodo anche la presidenza della Società remiera "Esperia", la cui opera attenta ed amministrativamente oculata consentì in breve tempo alla "Ginnastica" di smaltire tutti i debiti contratti.

## Palmarès
| Anno | Manifestazione  | Sede   | Evento             | Risultato   | Prestazione | Note  |
| ---- | --------------- | ------ | ------------------ | ----------- | ----------- | ----- |
| 1908 | Giochi olimpici | Londra | 400 metri piani    | elim. batt. | -           | [ 3 ] |
| 1908 | Giochi olimpici | Londra | 1500 metri piani   | elim. batt. | DNF         | [ 3 ] |
| 1908 | Giochi olimpici | Londra | 3200 metri siepi   | elim. batt. | 26'56"4     | [ 3 ] |
| 1908 | Giochi olimpici | Londra | 3 miglia a squadre | elim. batt. | 16'26"6     | [ 3 ] |

## Campionati nazionali
- ai Campionati italiani assoluti di atletica leggera, 1000 metri piani (1907, 1909)[5]
- ai Campionati italiani assoluti di atletica leggera, 1200 metri siepi (1908, 1909, 1911)[5]